# ジャンルカ・ムサッチ
ジャンルカ・ムサッチ（Gianluca Musacci, 1987年4月1日 - ）は、イタリア・トスカーナ州ヴィアレッジョ出身のサッカー選手。ポジションはMF。

## 経歴
エンポリFCのユース出身で、2006-07シーズンのコッパ・イタリアでプロデビュー。USマッセーゼ1919（セリエC1）へのレンタルを経て、エンポリに戻った2008年3月にセリエAデビューを果たした。
2011年夏にパルマFCへレンタル移籍。シーズン終了後、パルマが保有権の半分を買い取った。
2014-15シーズン限りでパルマを退団し無所属となったが、2015年9月9日にレガ・プロのカルチョ・カターニアと1年契約を結んだ。翌年7月23日、ACRメッシーナに2年契約で移籍することが発表された。
2017年7月25日、セリエCのASヴィテルベーゼ・カストレンゼと1年間の契約を締結した。